# オ・ラパン・アジル
オ・ラパン・アジル (Au Lapin Agile) は、パリ18区（モンマルトル）のソール通り22番地にあるキャバレーまたはシャンソニエである。
1795年にモンロワ夫妻がこの土地を買い、1825年に現在の建物が建てられた。最初は普通の家だったが、やがて行商人などを相手にする居酒屋に改造され(※MONTMARTRE.LES LIEUX DE LEGENDE ,by Olivier Renaultの解説にあるaubergeという言葉が、どこかの時点で「宿屋」と訳されて宿屋説が流布したようだが現在のオーナー。イヴ・マチューなど現地スタッフに数度確認したところ、宿屋だった事実ないとのこと)、19世紀中頃からキャバレーとして知られるようになった。1875～1880年に風刺画家アンドレ・ジルが描いた看板から「ラパン・アジル」と呼ばれ、ゴッホやルノワールらの画家、シャンソン歌手、詩人、作家などのたまり場になった。
1903年に「フレデ爺さん」ことフレデリック・ジェラールが経営者になると、パブロ・ピカソ、マックス・ジャコブ、ジョルジュ・ブラック、アンドレ・ドラン、ギヨーム・アポリネール、アメデオ・モディリアーニ、モーリス・ユトリロ、ポール・フォールなどのモンマルトルのボヘミアン画家や詩人が集まるようになった。特にユトリロは「オ・ラパン・アジル」の絵を何枚も描いている。現在も店内の壁は彼らの絵で埋め尽くされている。
1913年にこの建物の取り壊しが決まったとき、モンマルトルのもう一つの有名なキャバレー「ル・シャ・ノワール(黒猫)」の歌手でロートレックのポスターで知られるアリスティード・ブリュアンがこれを買い取り、1922年に「フレデ爺さん」の息子ポールに譲渡。以後もブレーズ・サンドラール、アンドレ・サルモン、ピエール・マッコルラン、フランシス・カルコ、ロラン・ドルジュレスなどの作家や画家が集まり、当時はまだ無名だったリナ・ケティ、レオ・フェレ、ジョルジュ・ブラッサンス、アレクサンドル・ラゴヤ、イダ・プレスティ、アニー・ジラルド、ゲオルゲ・ザンフィル、フレデリック・ロデオン、エディット・ピアフなどの歌手、音楽家が出演。日本で有名なセルジュ・ゲンスブールは、画家として芽の出ない頃に店に出入りし、シャルル・アズナブールは、店のホームページの写真にも写りこんでいるが。客としてよく訪れた。二人とも歌手としては出演していない。エディット・ピアフはモンマルトルに住んでいる頃よく出演し、シャルル・アズナブールとも出会い、彼のレコードデビューを手伝った。ピエール・マッコルランは、後にフレデの娘マルゴと結婚。彼がラパン・アジルを舞台に描いた文学作品が、マルセル・カルネ監督・ジゃン・ギャバン主演の「霧の波止場」になった。カルネ監督が「霧」「波止場」というシチュエーションに拘ったので、舞台は海辺となったが、映像に映る店の店内のあちこちは、ラバンのキッチン周り等にそっくりである(参照　Montmartre Les Lieux de Legende/Olivier Renault)。この店で様々な出会いと多くのシャンソン、文学が生まれた。

## 定義：キャバレー / シャンソニエ

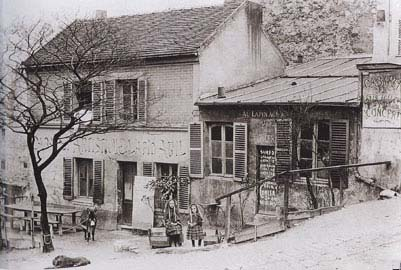
1880-1890年頃の「オ・ラパン・アジル」

「オ・ラパン・アジル」はフランス語ではキャバレーの分類になるが、現在の「ムーラン・ルージュ」のようにショーを中心とする華やかなキャバレーではない。日本語の「シャンソニエ」には「シャンソン歌手」のほか、「歌や演奏を楽しみながら食事ができる店」という意味があるので（ただし、フランス語の chansonnier には後者の意味はなく、「シャンソン歌手」、「シャンソン曲集」の意味だけである）、「オ・ラパン・アジル」は日本語の「シャンソニエ」に近いが、食事は出さず、アルコールと音楽だけである。パリの日本語新聞『OVNI』では、「かつて日本にあった歌声喫茶を思い出す」シャンソニエと紹介されている。

## 歴史

### 宿屋からキャバレーへ

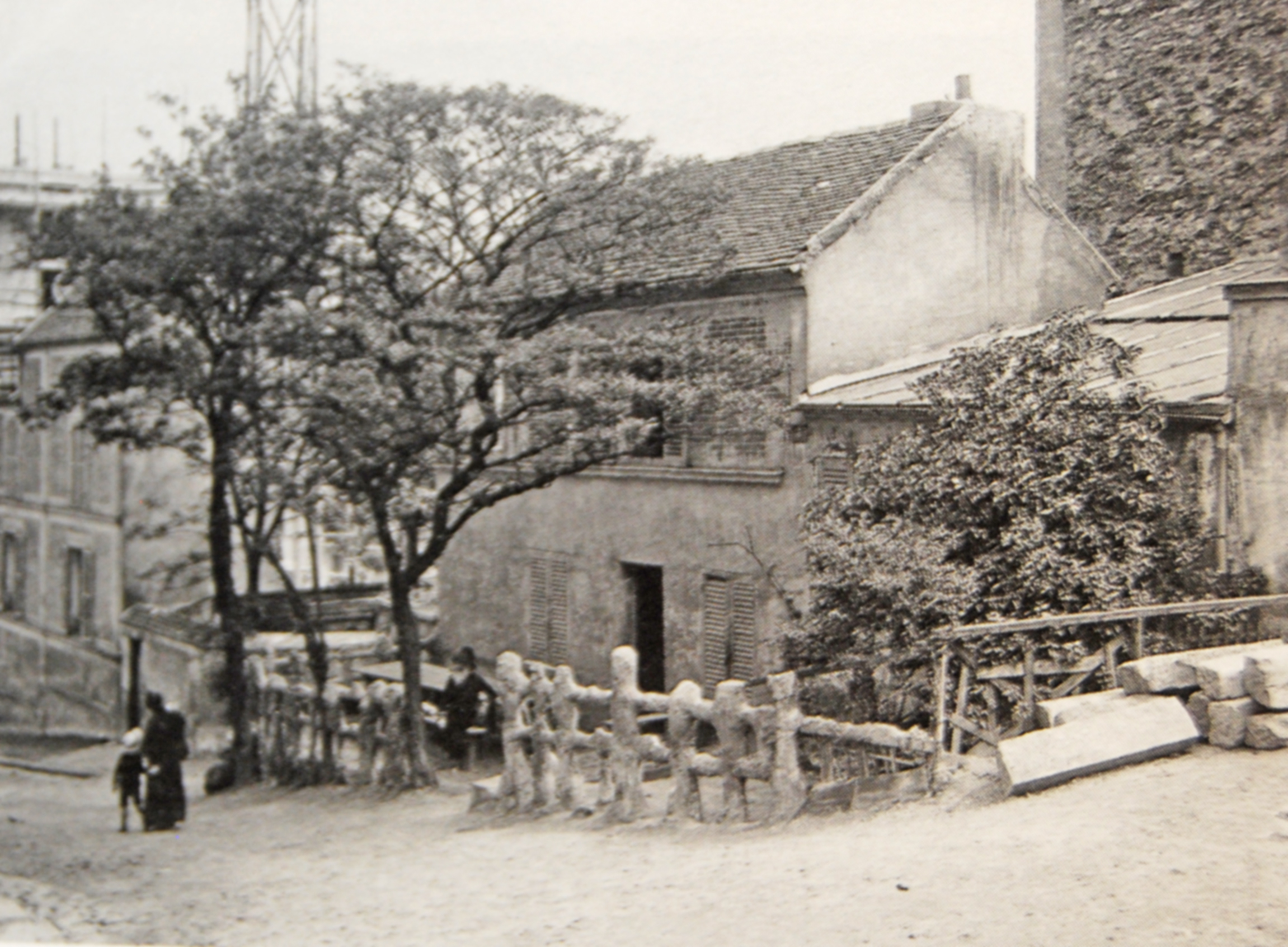
1913年の「オ・ラパン・アジル」

1784年から1790年にかけてパリ市を取り囲むフェルミエー・ジェネローの城壁（徴税請負人の壁）が築かれ、パリ市に入る商品（特に酒類）に税金（入市税）が課せられるようになると、この城壁の外側に位置していたモンマルトルではパリ市内より安く酒類を提供する酒場に人々が集まるようになった。後の「オ・ラパン・アジル」が宿屋として誕生したのはこの頃（1795年）である。「オ・ラパン・アジル」は現在も残る「モンマルトル・ブドウ園」の向かいにあるが、当時はまだブドウ畑がモンマルトルの丘の約4分の3を占めていた。
1860年にモンマルトルの南側が18区としてパリに併合されると（北側はサン＝トゥアンに併合）、ブドウ園を撤去して住宅が建てられるようになり、丘のふもとには繁華街が形成され、「ル・シャ・ノワール」(1881年)、「ムーラン・ルージュ」(1889年) などのキャバレーが次々と誕生した。「オ・ラパン・アジル」もこうしたモンマルトルのキャバレーの一つとしてゴッホやルノワールらの画家、シャンソン歌手、詩人、作家などのモンマルトルのボエーム（ボヘミアン）、そして娼婦とその情夫などの怪しげな人々、社会の周辺に生きる人々が集まる場所になった。

### 殺し屋のキャバレー

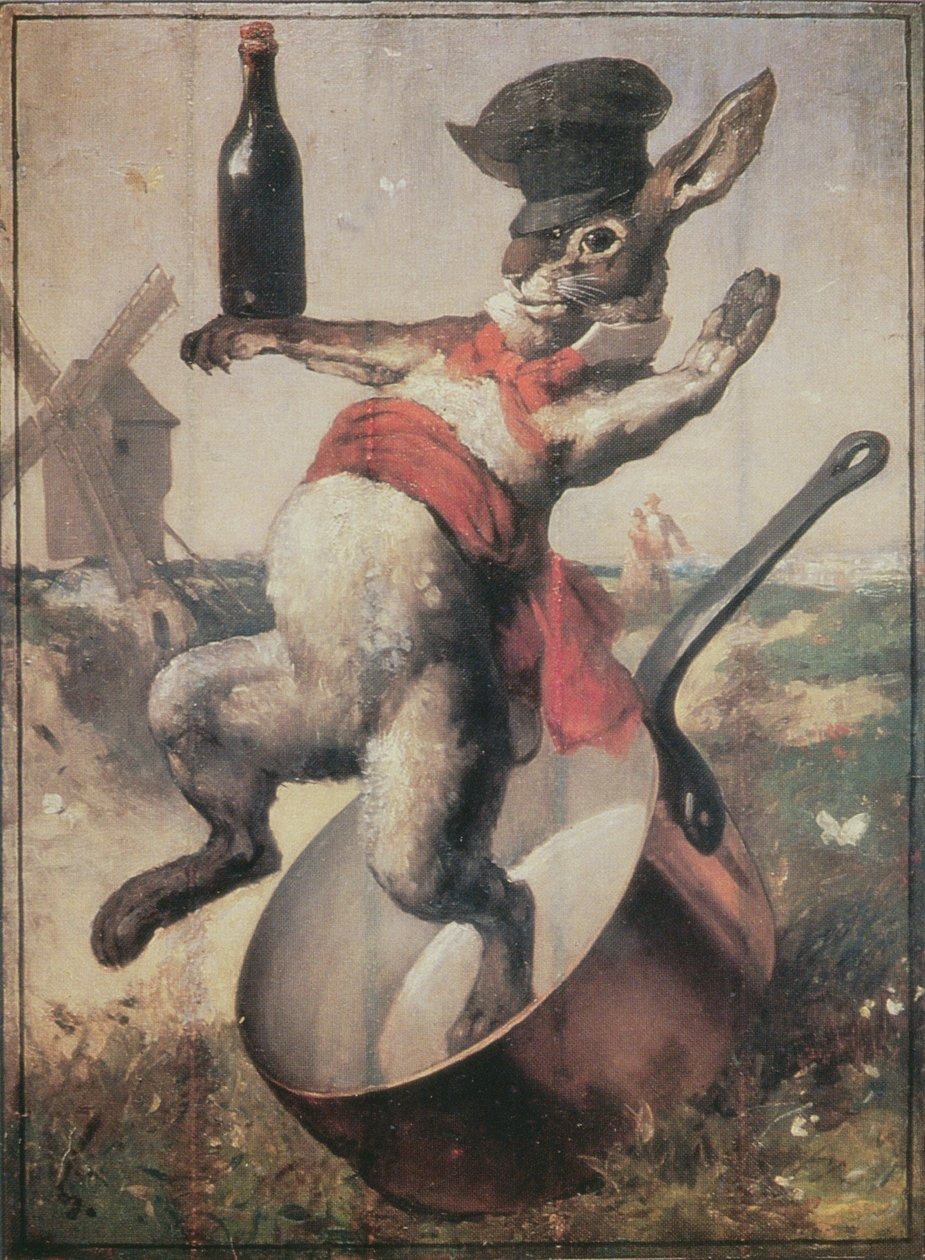
アンドレ・ジル (1840年-1885年) 作『オ・ラパン・アジルの看板』(1875年-1880年; モンマルトル美術館所蔵)

当初、「オ・ラパン・アジル」は「盗人のたまり場」と呼ばれ、やがて「殺し屋のキャバレー」と名づけられた。これは、店の壁に、アンリ4世を刺殺したフランソワ・ラヴァイヤック(1577年-1610年) や残忍な連続殺人事件で知られるジャン＝バティスト・トロップマン(1849年-1870年) などの有名な殺人犯を描いた版画が掛けられていたからである。1955年に「オ・ラパン・アジル」でデビューしたクロード・ヌガロは、「ここでは死ねない（「オ・ラパン・アジル」の向かいのサン・ヴァンサン墓地は、ブドウ畑に近すぎるから（また戻ってきてしまう）」と語った。

### ジルのウサギ
1875年から1880年頃に店主は風刺画家アンドレ・ジル (1840年-1885年) に看板の制作を依頼した。ジルが描いた、酒瓶を持って鍋から飛び出したウサギの絵が「ジルのウサギ (ラパン・ア・ジル; lapin à Gill)」として人気を博し、以後、キャバレーそのものが「ラパン・アジル」(Lapin Agile; 足の速いウサギ) と呼ばれるようになった。

### フレデ爺さん

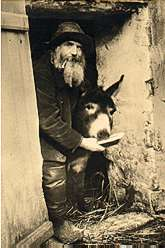
フレデ爺さんとロバの「ロロ」

1903年、「フレデ爺さん」ことフレデリック・ジェラールが経営者になった。長い白い髭を生やし、アラスカの猟師のような恰好をした男であった。1960年にアティス＝モンス（イル＝ド＝フランス地域圏）に生まれた彼は、これ以前からモンマルトルで行商人として、「ロロ」という名前のロバを連れて青果や鮮魚を売り歩いていたが、1900年に歌手・ギタリストとしての才能を発揮したいと思い、無政府主義者ジベール・ルノワールが設立したラヴィニャン通り28番地のキャバレー「ル・ジュット (Le Zut)」を安く買い取った。「ル・ジュット」という名前は詩人シャルル・クロスが中心となって組織し、ヴェルレーヌやランボーも参加した高踏派詩人らのグループ「ジュティスト（セルクル・ジュティック）」に因むものであり、当時は無政府主義者らのたまり場だったが、フレデ爺さんが経営者になってから、ピカソやマックス・ジャコブらの画家も通うようになった。同じラヴィニャン通りの13番地に芸術家の共同アトリエ兼住宅「バトー・ラヴォワール（洗濯船）」があったからである。「バトー・ラヴォワール」はキース・ヴァン・ドンゲン、アメデオ・モディリアーニ、フアン・グリス、コンスタンティン・ブランクーシらがアトリエを構え、ピカソが『アビニヨンの娘たち』(1907年) を描いた場所、キュビスムが誕生した場所であり、フレデ爺さんが「オ・ラパン・アジル」の経営者になると、ここもまた彼らのたまり場になった。

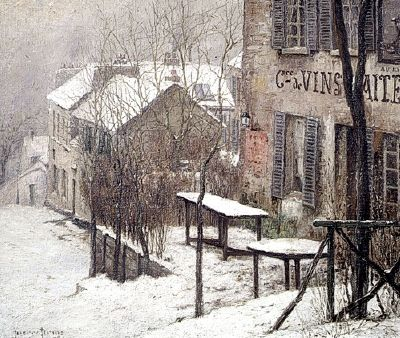
ピエール＝エルネスト・プラン (1838年-1913年) 作『ラパン・アジル』(1890年)

フレデ爺さんは妻ベルト・セブルスと共に「オ・ラパン・アジル」を経営した。ベルトには娘マルゴ（マルグリット; 後にピエール・マッコルランと結婚）、フレデ爺さんにはヴィクトールとポール（愛称「パウロ」）という息子があった。彼はまた、ロバだけでなく、サル、カラス、白ネズミ、犬などを飼っていて、「ノアの方舟」と形容される動物小屋があった。詩を朗唱する者あり、軍歌を歌う者あり、ほろ酔い気分で絵筆をとる者あり、酔いつぶれ、いびきをかいて寝てしまう者あり、前衛芸術家と伝統主義者との白熱した議論あり…これが当時の店の雰囲気であり、壁に掛けられた大きな石膏のキリスト（磔刑像）が「穏やかな眼差しで彼らを見つめていた」。客のなかにはならず者もいて、フレデ爺さんは彼らを追い払って、どうにか芸術家らを守っていたが、暴力沙汰が起こることもあり、息子ヴィクトールが店内の受付カウンター付近で頭を撃たれて死亡する事件が発生した。銃弾の後が今でも店内入り口の天井に残る。[36][37]

### 画家ロロ

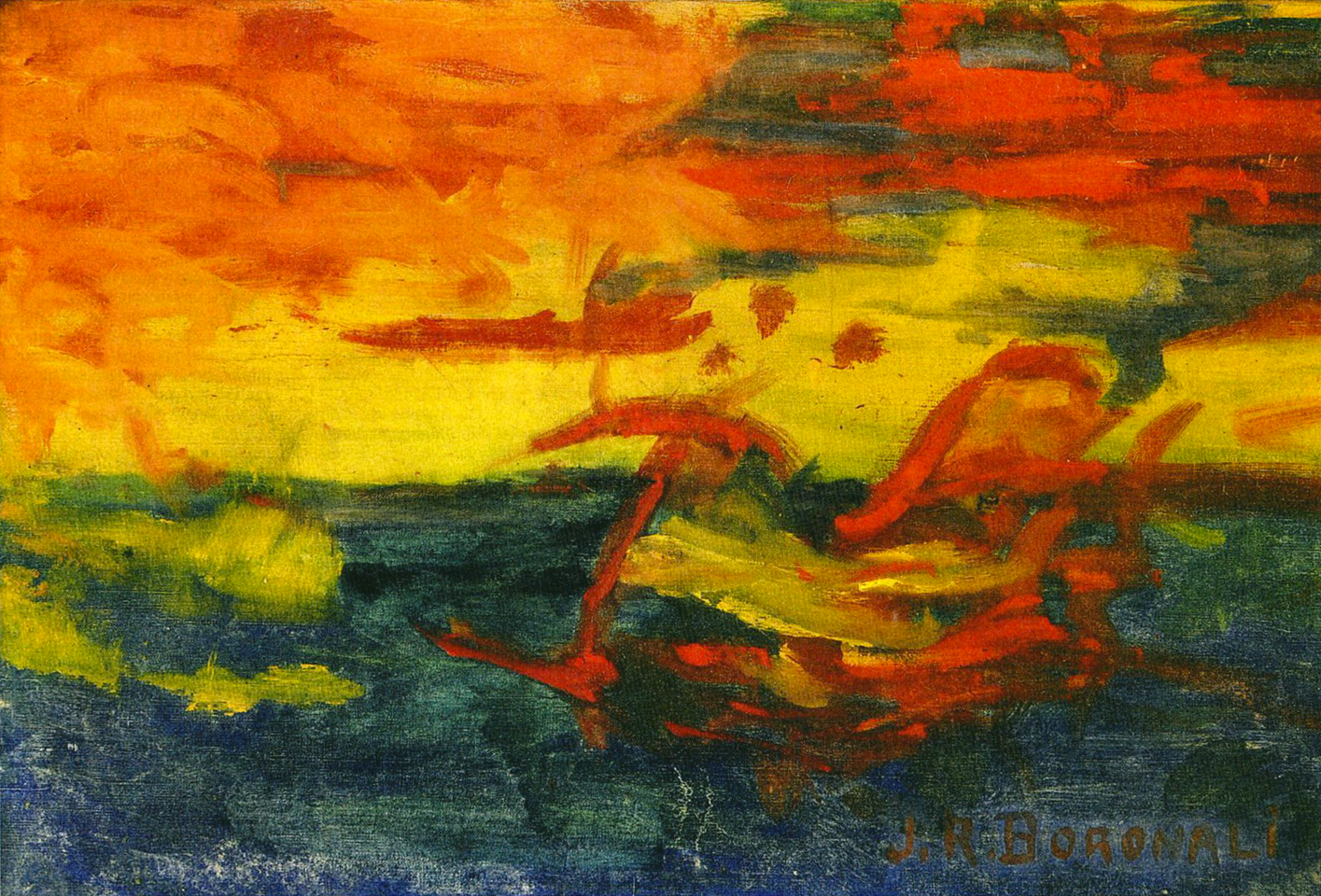
アンデパンダン展で買い手がついた画家ロロの『かくてアドリア海に陽は沈みぬ』(1910年)

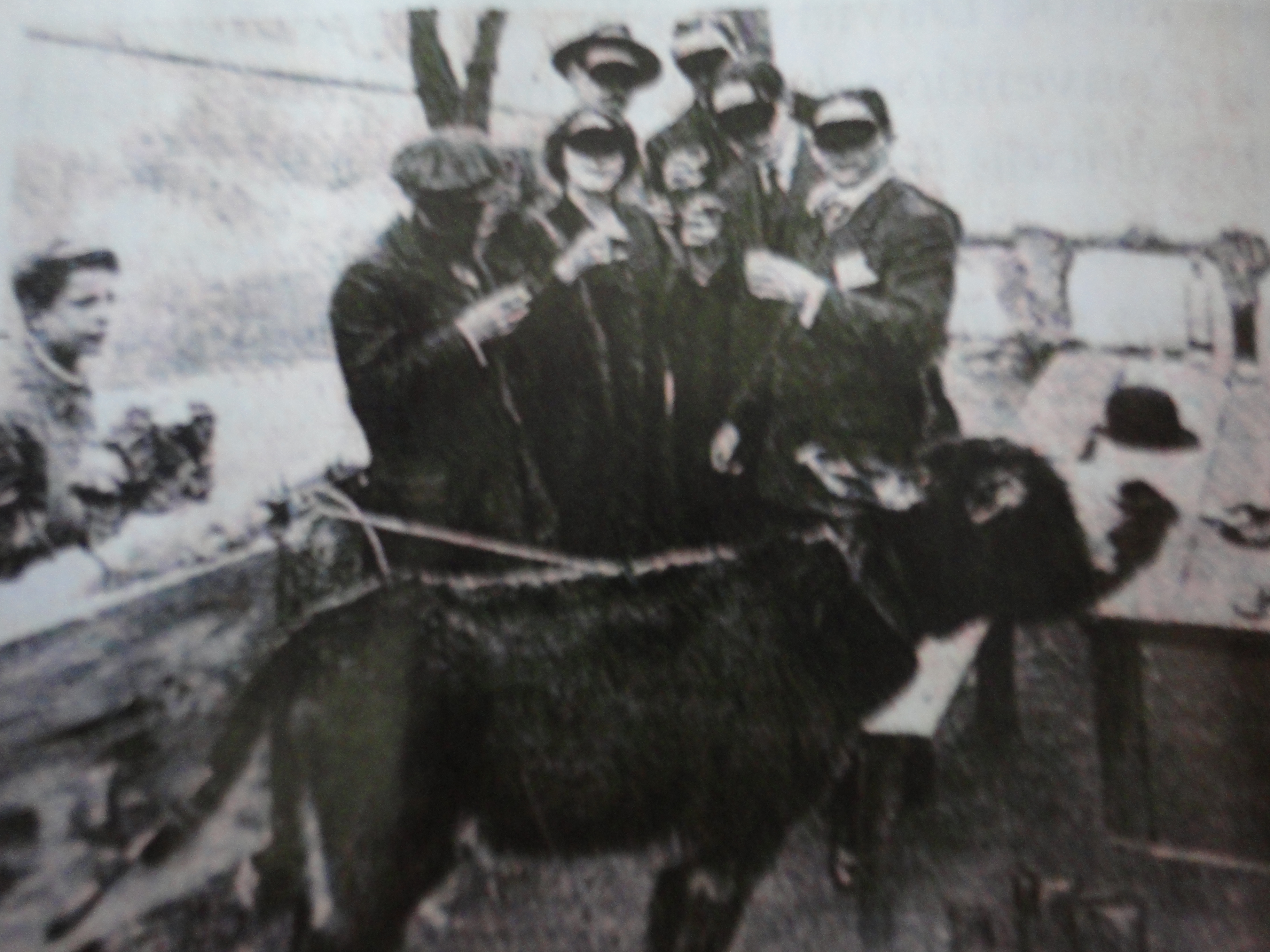
ロロが尻尾で絵を描いているところ (1910年)

1910年、作家のロラン・ドルジュレスはここである実験、むしろいたずらを企てた。フレデ爺さんのロバ「ロロ」に絵を描かせたのである。ロロの尻尾に絵具を付けてニンジンを与える。喜んだロロが尻尾を振るたびに、一筆、また一筆と絵が仕上がっていくという仕掛けであった。この絵は『かくてアドリア海に陽は沈みぬ』と題され、ヨアヒム＝ラファエル・ボロナーリ作としてアンデパンダン展に出展された。ボロナーリとはジャン・ド・ラ・フォンテーヌの寓話詩に登場するロバの名前「アリボロン」をもじったもの（アナグラム）であり、ロロの愛称であった。しかも、ドルジュレスはこれをインプレッショニスム（印象派）、ダダイスムなどをもじって新しい流派「エクセシヴィスム（過剰主義）」の絵画であるとして、「ダダ宣言」に倣って「エクセシヴィスム宣言」を発表したため、アンデパンダン展で買い手がつくほどであった。当初はボロナーリという名前からイタリア人作家と思われ、ロバが描いた絵だと知られるようになったのはかなり後のことである。現在はミリー＝ラ＝フォレ（エソンヌ県）の「ポール・ベデュー文化スペース」に展示されているが、2016年にグラン・パレで開催されたカランボラージュ展で展示されるなど、いまだに話題になる絵画である。フレデ爺さんは後にロロを連れて、サン＝シル＝シュル＝モラン（セーヌ＝エ＝マルヌ県）に引っ越したマルゴとマッコルランの夫妻のもとに身を寄せたが、ある日、ロロが池で死んでいるのが見つかり、モンマルトルから引き離された辛さに自殺したのだと噂された。

### 取り壊しの危機とブリュアンによる買い取り
一方、1860年にモンマルトルの一部が18区としてパリに併合された後、1900年頃から古い家が取り壊され、新しい住宅が建てられるようになった。この一例が「オ・ラパン・アジル」のすぐ近くにあったエクトル・ベルリオーズ (1803年-1869年) の家である。ベルリオーズはここに1834年から1837年まで妻と共に住み、1911年にはジョルジュ・ブラックがここにアトリエを構えた。ユトリロが1911年から1912年にかけて描いた『ベルリオーズの家』は、現在、オランジュリー美術館が所蔵している。

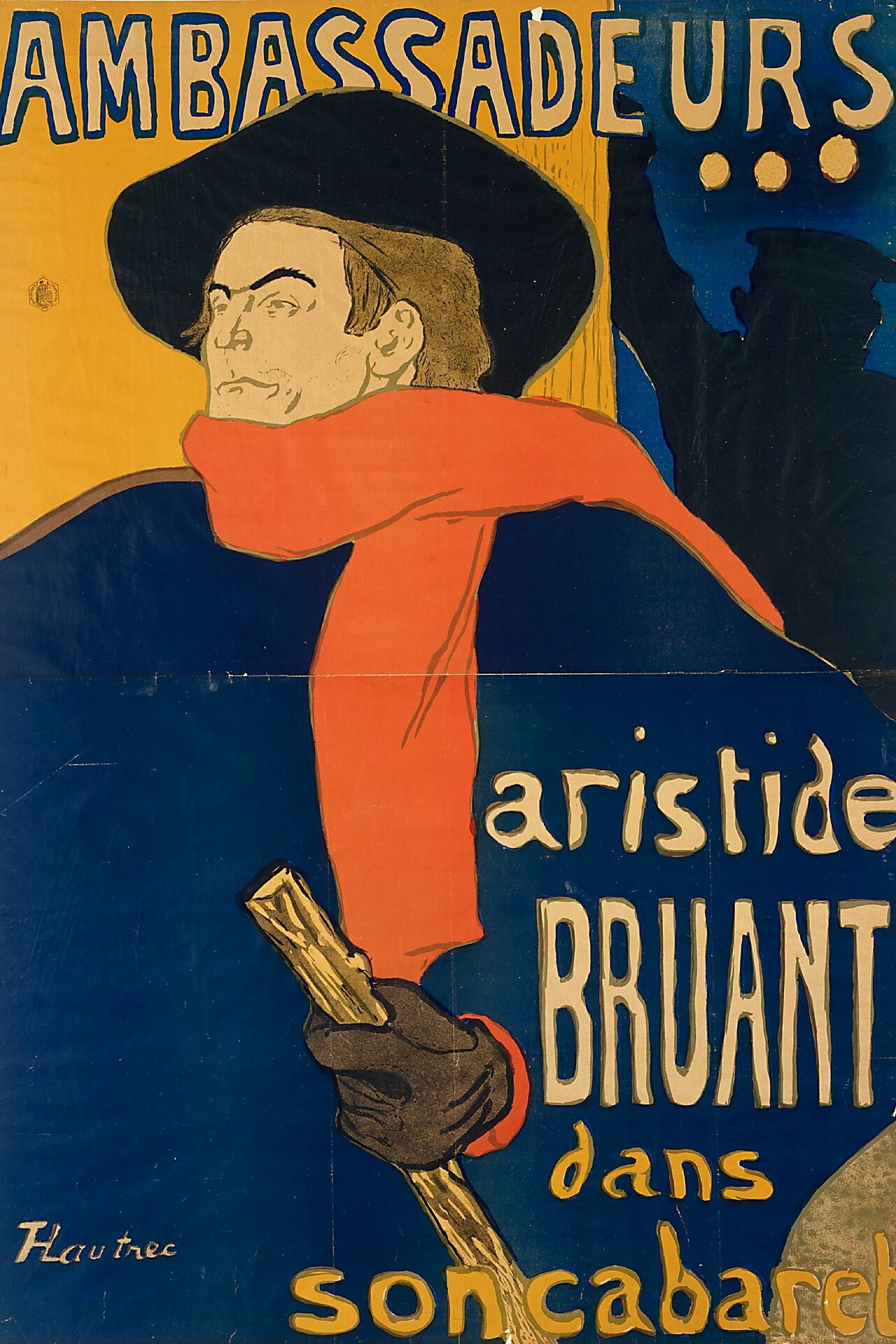
ロートレックのポスター『アンバサドゥールのアリスティード・ブリュアン』(1892年)

「オ・ラパン・アジル」も1913年に取り壊されることになったが、フレデ爺さんの友人でキャバレー「ル・シャ・ノワール」の人気歌手だったアリスティード・ブリュアンがこれを買い取って窮地を救った。こうして「オ・ラパン・アジル」は第一次世界大戦中も生き延びることができたが、戦後、かつてのボヘミアン画家らはモンパルナスに移り住み、モンパルナスに芸術家のコミューンが形成された。「バトー・ラヴォワール（洗濯船）」も閉鎖され、同じような集合アトリエ兼住宅「ラ・リューシュ（蜂の巣）」がモンパルナス（15区）に誕生し、1910年代にラ・リューシュの生みの親でフランス人彫刻家のアルフレッド・ブーシェを中心に、キエフ（ウクライナ）出身の彫刻家アレクサンダー・アーキペンコ、帝政ロシア出身の画家マルク・シャガール、ミシェル・キコイーヌ、シャイム・スーティン、彫刻家オシップ・ザッキン、クラクフ大公国出身の画家モイズ・キスリングなど、主にソ連や中東欧での弾圧を逃れてきた若いユダヤ人芸術家がここを拠点に活動した。
1922年にブリュアンはフレデ爺さんの息子「パウロ」ことポールに「オ・ラパン・アジル」を売却し、新たな時代が切り開かれることになった。フレデ爺さんは1938年7月8日に死去、77歳没。ピエール・マッコルランの『霧の波止場』（1938年にマルセル・カルネ監督により映画化）、コラ・ヴォケールが歌った『フレデ』(1968年)など、多くの芸術家にインスピレーションを与えることになった。[35]

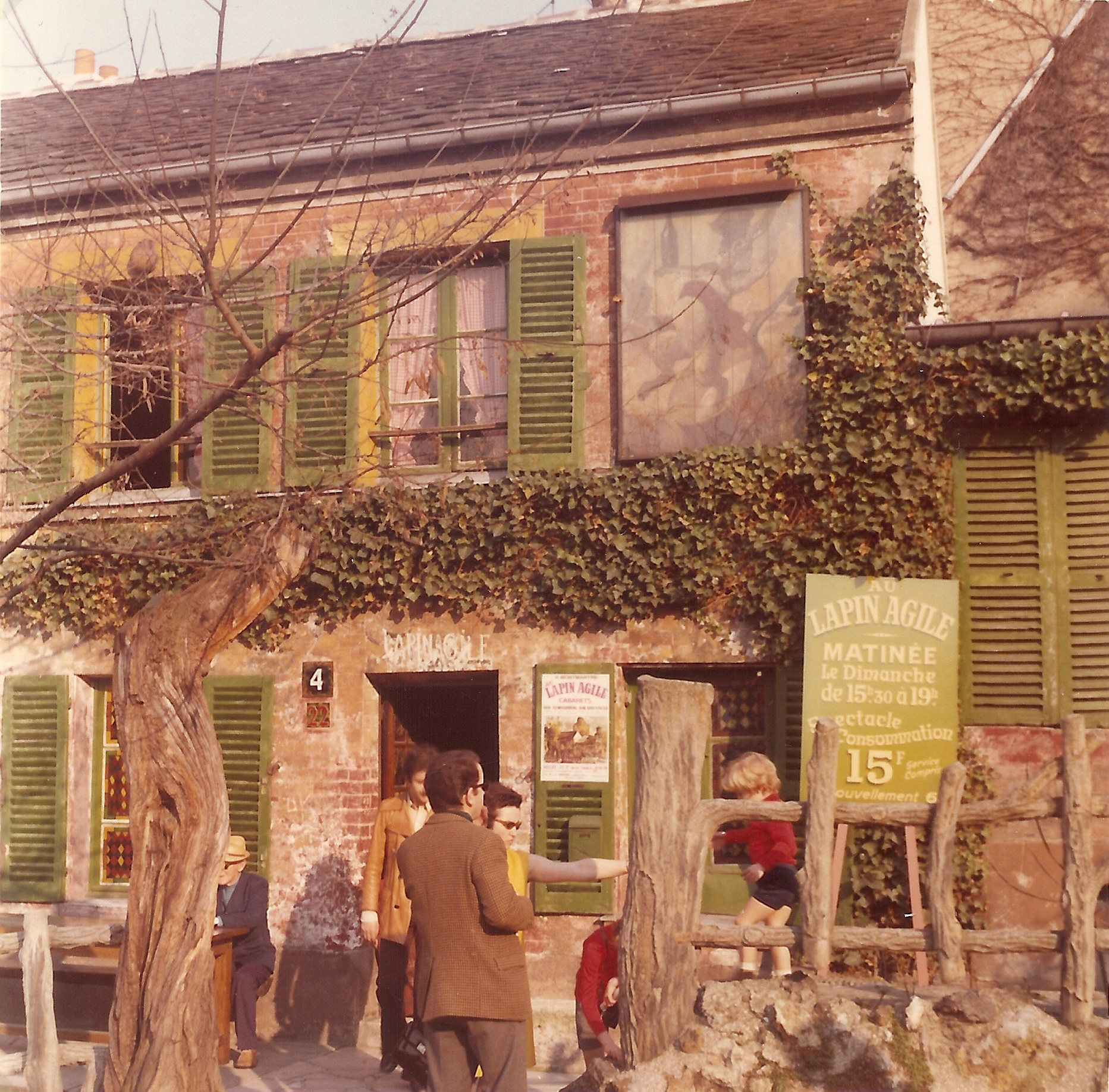
1972年の「オ・ラパン・アジル」

### 新たな時代
パウロが経営者になると、かなり無秩序だったこれまでとは違って、夜の音楽会が活動の中心になった。リナ・ケティが『待っている』を歌い、チャールズ・チャップリンがここで初めて1917年にレオ・ダニデルフが作曲した『ティティーヌを追い駆けて』を聞き、『モダン・タイムス』に『ティティナ』として採用。いずれも世界的に知られる曲になった。1938年、パウロは歌手イヴォンヌ・ダルルと出会い、結婚。1972年にはイヴォンヌ・ダルルの前夫との息子イヴ・マチューに店を譲った。イヴ・マチューは現在も店主として店を盛り上げている。

## 「オ・ラパン・アジル」に出演した主な音楽家

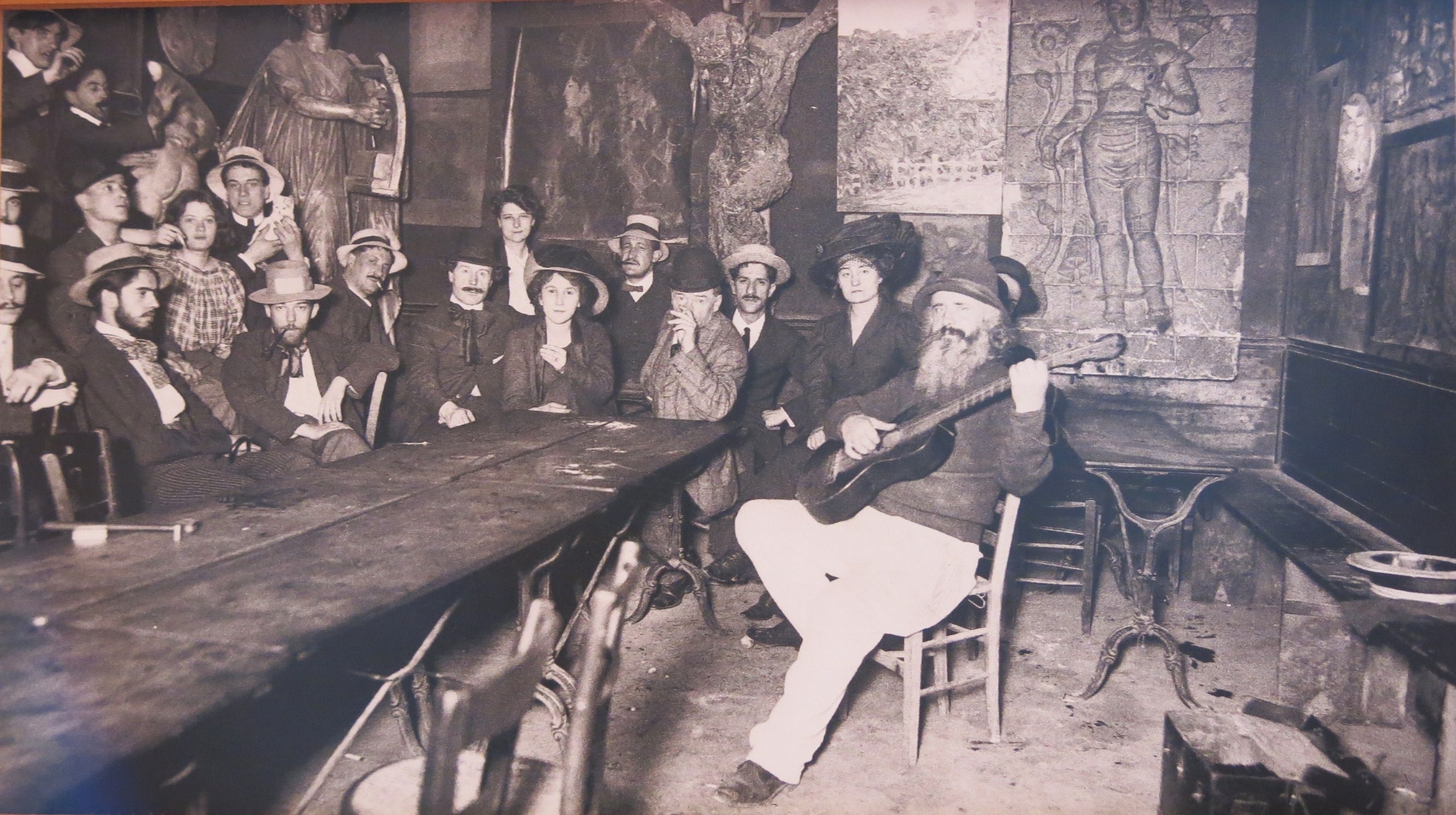
ギターを弾くフレデ爺さんとモンマルトルのボヘミアンたち (1905)

後に俳優などとして活躍した場合も含む。これらの音楽家の写真は公式ウェブサイトに掲載されている。
1920年代・1930年代：リナ・ケティ、イヴォンヌ・ダルル、ピエール・ブラッスール、アンドレ・パスドック (Andre Pasdoc)、クロード＝アンドレ・ピュジェ、ピエール・アッソ、ジャック・ピル、クレマン・デュウール
40年代：ピエール・ドュダン、ジャン=ロジェ・コシモン、レオ・フェレ、フランソワ・ビエドゥー
1950年代・1960年代：アレクサンドル・ラゴヤ、イダ・プレスティ、ジョルジュ・ブラッサンス、アニー・ジラルド（リンク有）、ジャック・エステレル、クロード・ヌガロ
1970年代以降：ジャック・ドゥブロンカール、ゲオルゲ・ザンフィル、フレデリック・ロデオン、ピエール=イヴ・アルトー、エリック・ロブレヒト

## 現在の店の雰囲気

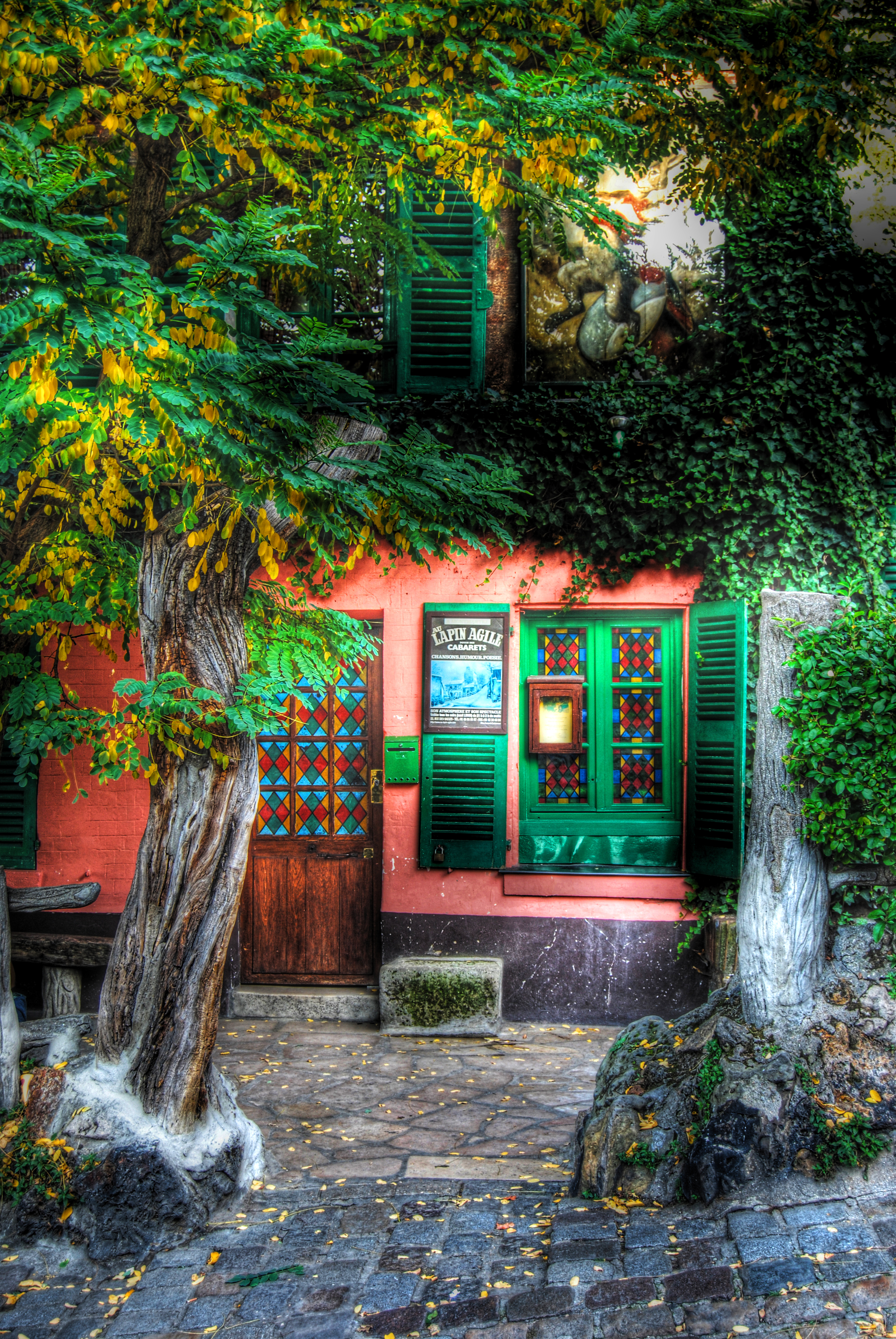
アカシアに覆われた現在の店の入口

最後に、店の雰囲気を伝える『OVNI』の記事を引用する。
赤いランプシェードのかかった薄暗いサロン。長い年月によりそい、人々の手と酌み交わされるグラスでこすれて、すっかりすり減った大きなテーブル。壁一面を埋め尽くす巨匠たちの作品と、ノスタルジックでやさしいピアノの旋律。やがて真ん中のテーブルになにげなく座っていた歌手たちが、友人に語りかけるかのようにふと歌い始める。生きる喜びや悲しみ、恋や離別、社会風刺などを歌うシャンソンは、言葉が分かってこそ、そこはかとなく味わい深いもの。だから有名な曲がかかれば、詩をかみしめながらみんなで歌う。歌い手も指揮者となって全体を盛り上げる。かつて日本にあった歌声喫茶を思い出す、何ともいえない一体感が生まれる。もちろん世界中から集まるお客さんの中には、フランス語が得意でない人もいるが、この伝説のシャンソニエは手慣れたもの。歌詞なしで歌うスキャットの掛け合いで見事に参加させてくれる……。